# Institute of Traditional Medicine Services (Bhutan)
Das Institute of Traditional Medicine Services ist ein medizinisches Institut in Thimphu, der Hauptstadt von Bhutan. Es bietet Dienstleistungen zu traditioneller bhutanischer Medizin (gSo-ba Rig-pa) und medizinischen Diensten an, bildet Doktoren aus und führt Forschung zu traditionellen Arzneipflanzen durch um Inhaltsstoffe zu bestimmen und neue Produkte zu erforschen. Das Institut verfügt über eine Bibliothek, welche zurückreicht bis um 1616, als der Tibetanische Buddhismus in Bhutan Fuß fasste. Die Bücher und Rezepte wurden aus Klöstern gesammelt, wo Gelehrte die medizinischen Überlieferungen gesammelt hatten. Das Institut liegt auf dem Gipfel eines Hügels oberhalb des Traditional Arts Center und der National Library.

## Geschichte
1967 befahl der König dem Health Department of Bhutan ein System für traditionelle medizinische Gesundheitsvorsorge für die Menschen in Bhutan zu schaffen und um die bhutanesische traditionelle Kultur zu bewahren. Ein „Indigenous Dispensary“ wurde am 28. Juni 1968 in Dechencholing, Thimphu, eröffnet und durch Ärzte besetzt, welche in Tibet ausgebildet worden waren. Das Institut wurde 1979 an die heutige Stelle verlegt und in National Indigenous Hospital umbenannt und 1988 in National Institute of Traditional Medicine umbenannt. 1998 wurde es zum Institute of Traditional Medicine Services (ITMS) aufgewertet. Parallel dazu wurden kleinere traditionelle medizinische Zentren gegründet, die ab 2001 in allen Distrikten von Bhutan erreichbar waren. Diese Zentren sind Bestandteil des nationalen Gesundheitssystems und an die Distrikt-Krankenhäuser angeschlossen.

## Gesundheitssystem
Das Institut stellt traditionelle Arzneimittel her, die in seinen Labors aus Mineralien, Tierteilen, Edelmetallen, Edelsteinen und Pflanzen hergestellt werden. Generell sollten Patienten während der Kuren auf Fleisch und Alkohol verzichten. Mehr als 40.000 Patienten werden jedes Jahr im Krankenhaus des Instituts in Thimphu behandelt. Auf nationaler Ebene behandeln Traditional Medicine Units mehr als 100.000 Patienten pro Jahr.

## Ausbildung und Forschung
Das Institut bildet Arbeiter in traditioneller Medizin aus und bietet fünfjährige Kurse mit einem Bachelor-Abschluss für Ärzte an, sowie einen dreijährigen Diplomkurs für die Compounder (Medizintechniker), welche die Medizinen herstellen.
Die pharmazeutische Einheit und die Forschungseinheit stellt die 103 essentiellen Kompounds der Liste der traditionellen Medizin her und beaufsichtigt den Anbau der Arzneipflanzen. Die Einheit forscht auch zur Authentifizierung von Arten, Wirksamkeit von Bemessungen, Qualitätskontrolle und Standardisierung des Produktionsprozesses. Es gab Überlegungen die Produktionseinheit zu privatisieren.

## Museum
Das Institutsmuseum zeigt Ingredienzen wie Kräuter, Minerale, Metalle, Edelsteine und Tierteile mit heilender Wirkung.